# Leichtathletik-Europameisterschaften 1974/Speerwurf der Frauen

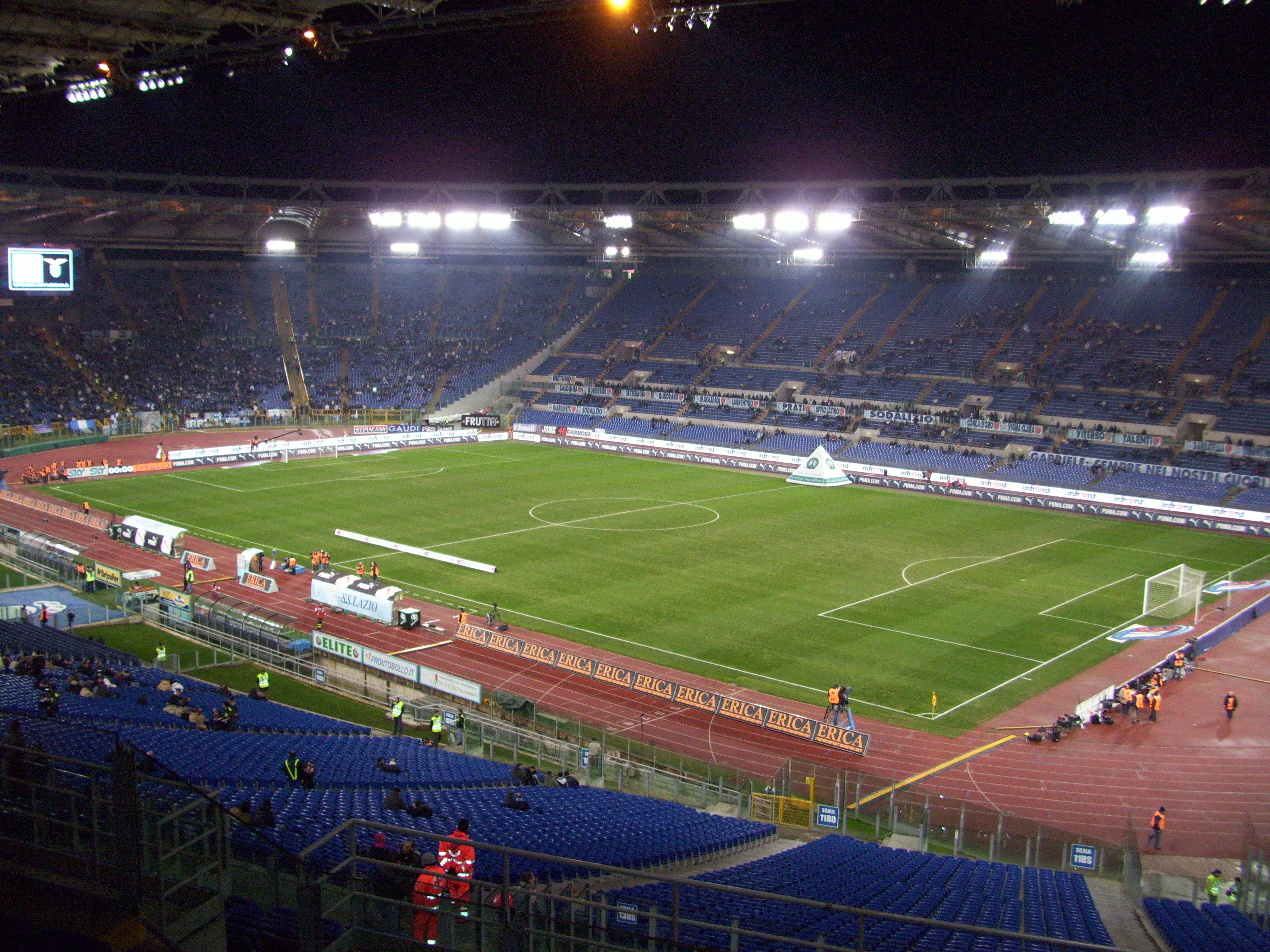
Das Olympiastadion von Rom im Jahr 2009

Der Speerwurf der Frauen bei den Leichtathletik-Europameisterschaften 1974 wurde am 2. und 3. September 1974 im Olympiastadion von Rom ausgetragen.
In diesem Wettbewerb verzeichneten die DDR-Werferinnen einen Doppelsieg. Europameisterin wurde die Olympiasiegerin von 1972 und EM-Dritte von 1971 Ruth Fuchs, die im Finale ihren eigenen Weltrekord weiter verbesserte. Den zweiten Platz belegte die Olympiazweite von 1972 Jacqueline Todten. Bronze ging an die Jugoslawin Nataša Urbančič.

## Rekorde

### Bestehende Rekorde
| Weltrekord           | 66,10 m | Ruth Fuchs       | Edinburgh, Großbritannien | 7. September 1973 |
| Europarekord         | 66,10 m | Ruth Fuchs       | Edinburgh, Großbritannien | 7. September 1973 |
| Meisterschaftsrekord | 61,00 m | Daniela Jaworska | EM Helsinki, Finnland     | 13. August 1971   |

### Rekordverbesserung

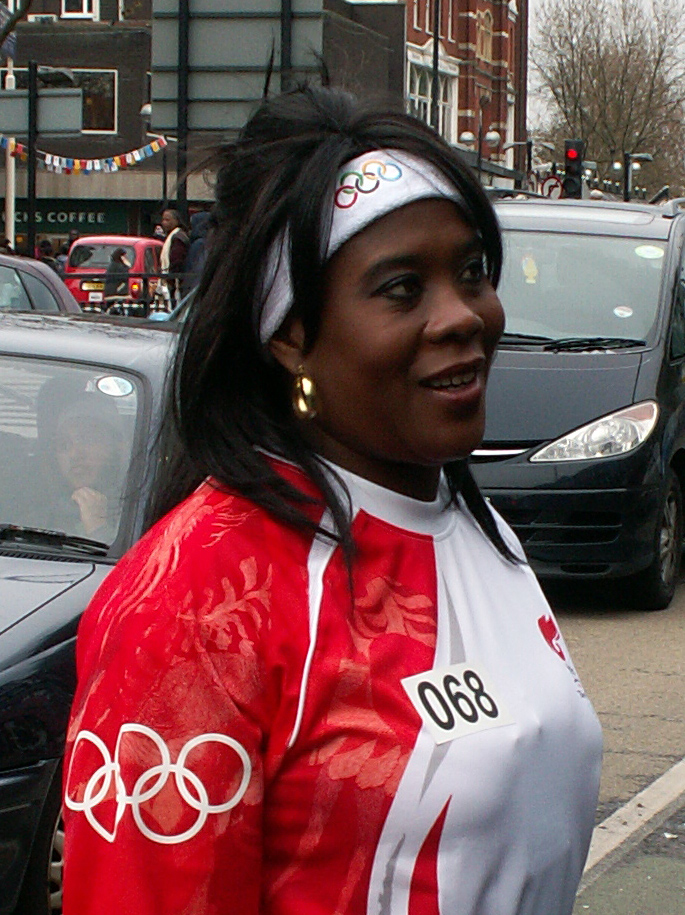
Bei ihrer ersten großen internationalen Meisterschaft scheiterte Tessa Sanderson in der Qualifikation – 1984 wurde sie Olympiasiegerin

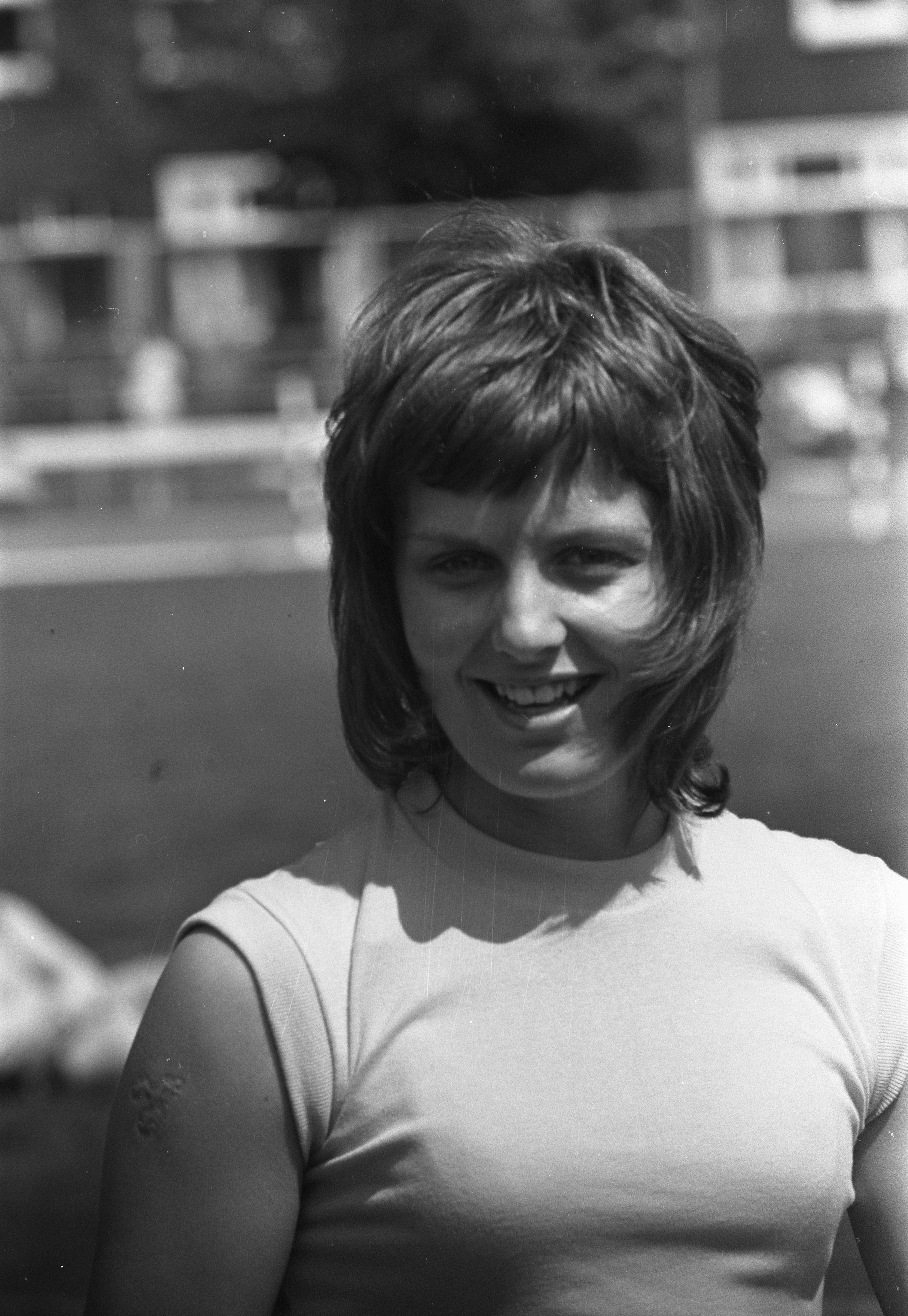
Lida Kuys erreichte nicht das Finale

Europameisterin Ruth Fuchs aus der DDR verbesserte den bestehenden EM-Rekord im Finale am 2. September um 6,22 m auf 67,22 m. Damit stellte sie gleichzeitig einen neuen Weltrekord auf.

## Legende
Kurze Übersicht zur Bedeutung der Symbolik – so üblicherweise auch in sonstigen Veröffentlichungen verwendet:
| –  | verzichtet |
| x  | ungültig   |
| WR | Weltrekord |

## Qualifikation
2. September 1974
Neunzehn Wettbewerberinnen traten in zwei Gruppen zur Qualifikationsrunde an. Elf von ihnen (hellblau unterlegt) übertrafen die Qualifikationsweite für den direkten Finaleinzug von 54,00 m. Damit war die Mindestzahl von zwölf Finalteilnehmerinnen nicht erreicht. Das Finalfeld wurde mit der nächstplatzierten Sportlerin (hellgrün unterlegt) auf zwölf Werferinnen aufgefüllt. So reichten für die Finalteilnahme schließlich 53,98 m.

### Kombiniertes Resultat aus beiden Gruppen
| Platz | Name               | Nation         | Resultat (m) | 1. Versuch (m) | 2. Versuch (m) | 3. Versuch (m) |
| 1     | Jacqueline Todten  | DDR            | 60,78        | 60,78          | –              | –              |
| 2     | Ruth Fuchs         | DDR            | 59,88        | 59,88          | –              | –              |
| 3     | Nataša Urbančič    | Jugoslawien    | 59,72        | 59,72          | –              | –              |
| 4     | Ljutwijan Mollowa  | Bulgarien      | 57,70        | 53,56          | 57,70          | –              |
| 5     | Daniela Jaworska   | Polen          | 56,26        | 56,26          | –              | –              |
| 6     | Felicija Kinder    | Polen          | 56,10        | 56,10          | –              | –              |
| 7     | Ioana Pecec        | Rumänien       | 55,44        | 55,44          | –              | –              |
| 8     | Tatjana Schigalowa | Sowjetunion    | 55,32        | 55,32          | –              | –              |
| 9     | Eva Janko          | Österreich     | 55,10        | 48,40          | 55,10          | –              |
| 10    | Ameli Koloska      | BR Deutschland | 54,62        | 54,62          | –              | –              |
| 11    | Sabine Kärgel      | DDR            | 54,02        | 54,02          | –              | –              |
| 12    | Éva Ráduly-Zörgő   | Rumänien       | 53,98        | 53,98          | 50,64          | 52,38          |
| 13    | Tessa Sanderson    | Großbritannien | 53,28        | 53,28          | 47,10          | 51,62          |
| 14    | Swetlana Babitsch  | Sowjetunion    | 51,78        | 51,78          | 46,56          | 51,62          |
| 15    | Lida Kuys          | Niederlande    | 49,42        | 49,42          | 46,04          | x              |
| 16    | Giuliana Amici     | Italien        | 48,72        | 46,50          | 48,72          | x              |
| 17    | Maria Vago         | Ungarn         | 47,12        | 43,38          | 47,12          | 44,20          |
| 18    | Leentje Wuyts      | Belgien        | 45,54        | 39,38          | 45,54          | x              |
| 19    | Elly van Beuzekom  | Niederlande    | 39,44        | x              | x              | 39,44          |

## Finale

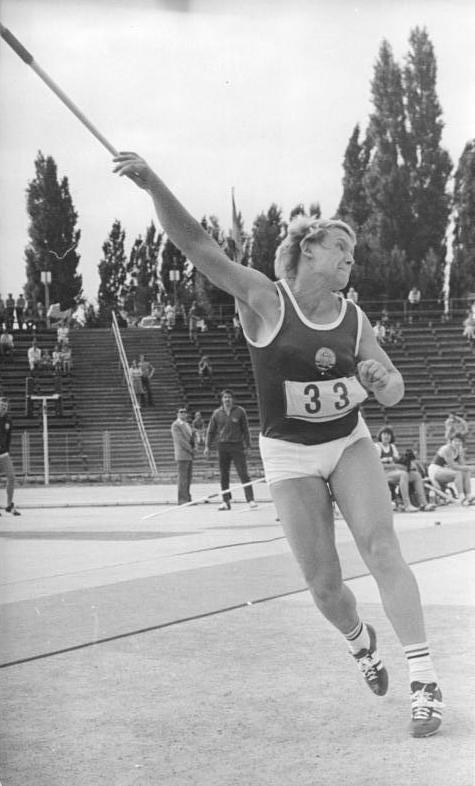
Europameisterin Ruth Fuchs errang nach ihrem Olympiasieg 1972 ihren zweiten Titel in Folge – 1976 wurde sie noch einmal Olympiasiegerin, 1978 zum zweiten Mal Europameisterin

3. September 1974, 16:00 Uhr
| Platz | Name               | Nation         | Resultat (m) | 1. Versuch (m) | 2. Versuch (m) | 3. Versuch (m) | 4. Versuch (m)                              | 5. Versuch (m)                              | 6. Versuch (m)                              |
| 1     | Ruth Fuchs         | DDR            | 67,22 WR     | 62,38          | 67,22          | 60,20          | x                                           | 49,98                                       | x                                           |
| 2     | Jacqueline Todten  | DDR            | 62,100000    | 58,50          | 54,38          | 56,96          | 59,14                                       | 55,92                                       | 62,10                                       |
| 3     | Nataša Urbančič    | Jugoslawien    | 61,660000    | x              | 59,26          | 59,58          | 58,12                                       | 61,66                                       | x                                           |
| 4     | Ljutwijan Mollowa  | Bulgarien      | 60,800000    | 57,82          | 58,00          | 55,84          | 60,06                                       | x                                           | 60,80                                       |
| 5     | Sabine Kärgel      | DDR            | 57,100000    | 57,10          | 55,90          | 53,86          | x                                           | x                                           | 51,82                                       |
| 6     | Felicija Kinder    | Polen          | 57,020000    | 57,02          | 54,26          | 55,18          | 54,10                                       | 56,16                                       | 53,88                                       |
| 7     | Tatjana Schigalowa | Sowjetunion    | 56,640000    | x              | 56,64          | x              | 55,08                                       | x                                           | 50,80                                       |
| 8     | Ameli Koloska      | BR Deutschland | 56,360000    | 55,02          | 53,86          | 56,36          | 53,72                                       | x                                           | 53,42                                       |
| 9     | Eva Janko          | Österreich     | 55,160000    | 55,16          | x              | x              | nicht im Finale der besten acht Werferinnen | nicht im Finale der besten acht Werferinnen | nicht im Finale der besten acht Werferinnen |
| 10    | Éva Ráduly-Zörgő   | Rumänien       | 54,440000    | 54,44          | 54,38          | x              | nicht im Finale der besten acht Werferinnen | nicht im Finale der besten acht Werferinnen | nicht im Finale der besten acht Werferinnen |
| 11    | Daniela Jaworska   | Polen          | 54,020000    | 54,02          | x              | 53,26          | nicht im Finale der besten acht Werferinnen | nicht im Finale der besten acht Werferinnen | nicht im Finale der besten acht Werferinnen |
| 12    | Ioana Pecec        | Rumänien       | 52,180000    | 49,48          | 52,18          | 52,16          | nicht im Finale der besten acht Werferinnen | nicht im Finale der besten acht Werferinnen | nicht im Finale der besten acht Werferinnen |

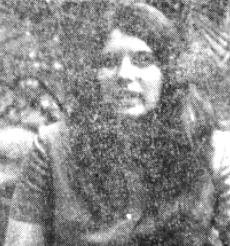
Nataša Urbančič, EM-Vierte von 1969 und Olympiafünfte von 1972, gewann mit Bronze ihre erste Medaille bei einer großen internationalen Konkurrenz
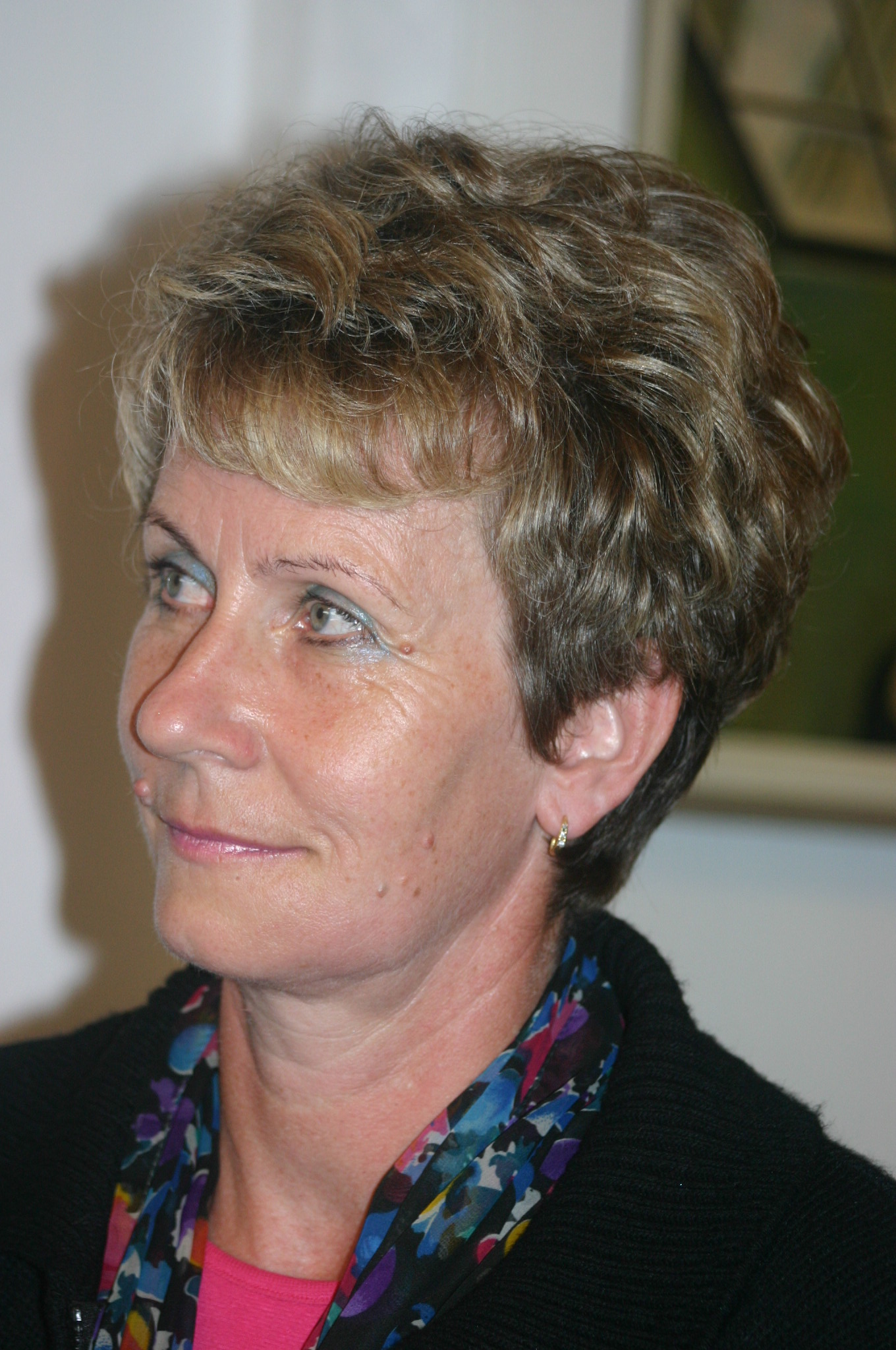
Éva Ráduly-Zörgő kam auf den neunten Platz – im Verlauf ihrer Karriere errang sie einige weitere vordere Platzierungen bei Olympischen Spielen, Europa- und Weltmeisterschaften